# Trema
Trema ([ˈtʁεːma]?; af græsk trema, 'hul', 'åbning') er en dobbeltprik der sættes over en vokal.
Når to efter hinanden følgende vokaler ikke skal udtales som diftong, men som adskilte lyd, sættes trema over den sidste vokal. Ved skrivemåden Ukraïne tydeliggøres udtalen [ukra-ine] i modsætning til [ukrajne]. 
Samme udseende som en trema har omlyd, kendt som Umlaut i tysk (fx ü), også kendt som omlyd fra fx svensk: ä, ö.
Disse omlydsbogstaver udtales ä [æ], ö [ø], ü [y].
Man bør skelne mellem trema og omlyd. For eksempel findes ö både som bogstav med trema og med omlydstegn på nederlandsk. 
I ordet coöperatie (kooperation, samarbejde) angiver tremaet, at vokalen med ¨ ikke skal udtales sammen med den foregående. Ved ö skal man vide, at der ikke er tale om omlyd, så dette ö skal ikke udtales som [ø].
tysk: Umlaut, dansk: omlyd er betegnelsen for den sproglige detalje, som er forskellen på O og Ö. Umlaut findes typisk i tyske ord, hvor et i eller j i en bøjnings- eller afledningsendelse er blevet svækket. 